# Medsebojna delitev
Medsebojna delitev je princip, ki se prvenstveno nanaša na drugačno, bolj pravično delitev ključnih dobrin, ki so potrebne (so ključnega pomena) za zadovoljevanje potreb vseh prebivalcev planeta, tako danes kot v prihodnosti. Ključne dobrine ne morejo in ne smejo biti v popolni lasti posameznikov ali posameznih skupin, niti držav, temveč so lahko samo v skupni lasti celotnega človeštva. To pa ne izključuje pristojnosti posameznikov, skupin ali lokalnih skupnosti, da z njimi upravljajo, jih nadzorujejo ali da so njihovi začasni lastniki. Ključne dobrine ne morejo biti predmet »svobodnega« izkoriščanja, trgovanja in brezvestnega uničevanja.